# Сеєд Мегді Рахматі
Сеєд Мегді Рахматі (перс. سید مهدی رحمتی, нар. 3 лютого 1981, Тегеран) — іранський футболіст, воротар клубу «Падіде».
Виступав, зокрема, за клуби «Фадрж Сепасі», «Естеглал» та «Естеглал», а також національну збірну Ірану.

## Клубна кар'єра
Народився 3 лютого 1981 року в місті Тегеран.
У дорослому футболі дебютував 2000 року виступами за команду «Фадрж Сепасі», в якій провів чотири сезони, взявши участь у 40 матчах чемпіонату.
Згодом з 2004 по 2011 рік грав у складі команд «Сепахан», «Естеглал», «Мес» та «Сепахан».
Своєю грою за останню команду знову привернув увагу представників тренерського штабу клубу «Естеглал», до складу якого повернувся 2011 року. Цього разу відіграв за тегеранську команду наступні три сезони своєї ігрової кар'єри. Більшість часу, проведеного у складі «Естеглала», був основним гравцем команди.
Протягом 2014—2015 років захищав кольори клубу «Пайкан».
У 2015 році знову повернувся до клубу «Естеглал». Цього разу провів у складі його команди чотири сезони.
До складу клубу «Падіде» приєднався 2019 року. Станом на 31 січня 2020 року відіграв за мешхедську команду 19 матчів в національному чемпіонаті.

## Виступи за збірні
Протягом 2000–2004 років залучався до складу молодіжної збірної Ірану. На молодіжному рівні зіграв у 12 офіційних матчах.
У 2004 році дебютував в офіційних матчах у складі національної збірної Ірану.
У складі збірної був учасником кубка Азії з футболу 2004 року у Китаї, на якому команда здобула бронзові нагороди, кубка Азії з футболу 2007 року у чотирьох країнах відразу, кубка Азії з футболу 2011 року у Катарі.

## Титули і досягнення
- Переможець Азійських ігор: 2002
- Бронзовий призер Кубка Азії: 2004
- Переможець Чемпіонату Західної Азії: 2004
- Голкіпер року: 2007-2008, 2012-2013
- Голкіпер року за версією Football Iran News & Events (2): 2007-2008, 2012-2013